# Schofield Peak
Schofield Peak är en bergstopp i Antarktis. Den ligger i Östantarktis. Nya Zeeland gör anspråk på området. Toppen på Schofield Peak är 2 100 meter över havet.
Terrängen runt Schofield Peak är huvudsakligen kuperad, men söderut är den platt. Terrängen runt Schofield Peak sluttar söderut. Trakten är obefolkad. Det finns inga samhällen i närheten. 